# 伊戈尔·卡斯秋克维奇
伊戈尔·尤里耶维奇·卡斯秋克维奇（羅馬化：Igor' Yur'yevich Kastyukevich；1976年12月6日—）是俄罗斯政治人物，第八届国家杜马代表。
2003年，他开始在萨拉托夫州青年政策、体育和旅游部的体育发展部门工作。他辞去职务后，成为萨拉托夫州格斗运动中心的负责人。2008年至2011年，他领导萨拉托夫儿童和青少年体育学校武术课。2011年至2020年，他担任俄罗斯国家合气道委员会主席。2017年，他被任命为全俄人民阵线青年项目部部长。2021年9月起担任第八届国家杜马代表。
据报道，赫尔松于3月2日被俄罗斯军队占领后，卡斯秋克维奇于4月18日被任命为赫尔松“市长”。卡斯秋克维奇否认了有关他被任命为赫尔松市长的报道。

## 制裁
卡斯秋克维奇于2022年因俄乌战争而受到英国政府和美国财政部制裁。